# مولي عادية
مولي عادية (الاسم العلمي: Poecilia sphenops) (بالإنجليزية: Molly) هي نوع من الأسماك يتبع جنس المولي من فصيلة البكيلليات. وهي سمكة عمرها طويل يصل طولها إلى 12 سم والزعنفة الظهرية في الذكر كبيرة وتشبه الشراع وتحتاج إلى أضافة ملح إالى ماء الحوض والغذاء المفضل هو الغذاء الأخضر مثل الخس المجزأ إالى اجزاء دقيقة.